# Henderson Pinto
Henderson Lira Pinto (Santarém, 25 de Abril de 1976) é um político brasileiro, filiado ao MDB, eleito para o cargo de Deputado Federal por Pará.

## Biografia
Começou sua trajetória política sendo candidato à vereador de Santarém em 2004, aonde conseguiu se eleger atingindo a votação de 2.845 votos (2,26%), e tendo o feito de se re-eleger por 4 eleições consecutivas à vereador de Santarém.
Foi candidato à deputado estadual em 2014, aonde atingiu a votação de 30.965 votos (0,90%) e acabou por não se eleger.
Se filiou ao MDB em 2018 e foi candidato à deputado federal, aonde realizou a votação de 63.533 votos (1,81%) e terminou como primeiro suplente.
Foi nomeado em 2019 pelo então Governador do Pará: Hélder Barbalho (MDB), como Secretario do Centro Regional do Baixo Amazonas do Governo do Pará, aonde ficou até abril de 2022, aonde foi exonerado para concorrer novamente à deputado federal, aonde foi eleito, conseguindo atingir 74.746 votos (1,65%).